# Karen Rojo
Karen Paulina Rojo Venegas (Antofagasta, 9 de julio de 1980) es una químico-farmacéutico y política chilena. Desde 2012 hasta 2020 ejerció como alcaldesa de la comuna de Antofagasta. 
El 27 de julio de 2020 fue suspendida de su cargo de alcaldesa, debido a la incompatibilidad del ejercicio del cargo como consecuencia de una investigación judicial por fraude al fisco y negociación incompatible en el marco del denominado Caso Main. El 19 de noviembre de 2020 renunció oficialmente al cargo, y el 18 de enero de 2021 fue condenada a 5 años de presidio efectivo, una multa y la inhabilitación perpetua para ejercer derechos políticos. Desde el 13 de julio de 2022 se encuentra prófuga de la justicia. Fue detenida en Países Bajos, pero no ha cumplido la pena que se le imputó en Chile de pena de cinco años de prisión.

## Biografía
Sus padres son el ingeniero mecánico Osvaldo Rojo y la profesora de educación básica Fresia Venegas. Es la tercera de cuatro hermanos.
Estudió la enseñanza básica en la Escuela F-96 Libertadores de Chile del sector Coviefi. Continuó con sus estudios de enseñanza media en el Colegio Hrvatska Skola San Esteban.
En el año 2000 ingresó a la Universidad Católica del Norte a cursar la carrera de Química y Farmacia, titulándose en 2005. Viajó en 2007 a España, país en el que continuó con su formación académica cursando un Master y un Doctorado en la Universidad de Granada. En el país ibérico se desempeñó como farmacéutica clínica e investigadora del Hospital Virgen de las Nieves y catedrática de una institución universitaria.
Poco antes del viaje a España en 2007, contrajo matrimonio con Luis Canessa Díaz, ingeniero comercial, de quién posteriormente se separó. Tras esto inició una relación con Javier Brevis, funcionario del Ejército en Santiago.

## Carrera política

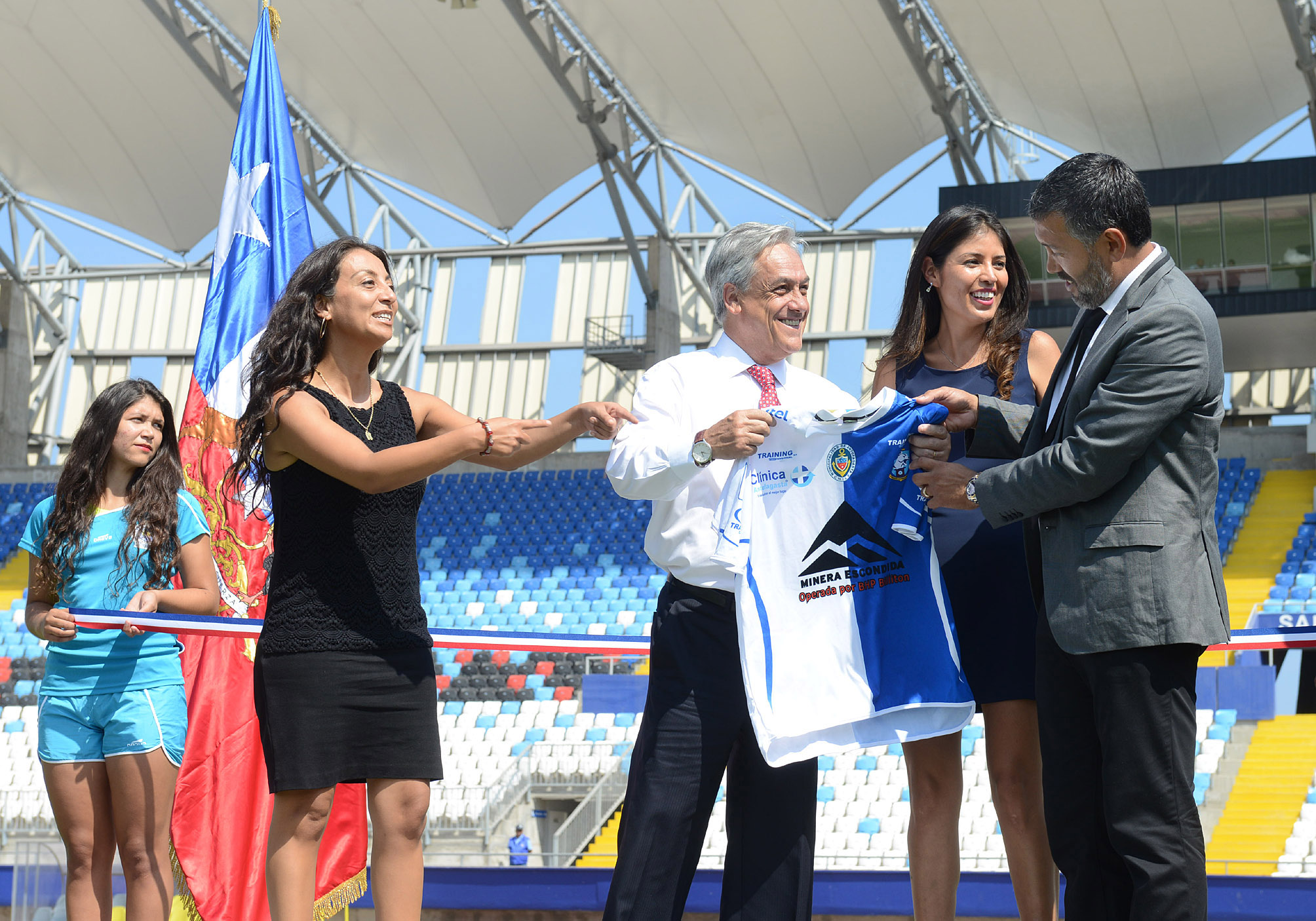
Karen Rojo junto a Cecilia Pérez y Sebastián Piñera, durante el primer período presidencial de este último.

El 5 de marzo de 2012, durante el primer gobierno de Sebastián Piñera, asume como la máxima autoridad sanitaria en la Secretaría Ministerial de Salud de la Región de Antofagasta, desempeñándose en ese puesto hasta el 11 de julio de ese año, luego de que la Contraloría objetara su nombramiento por no cumplir con los requisitos que la normativa fijaba para dicho cargo. Específicamente, de acuerdo al organismo contralor, su labor previa en el Servicio de Salud Metropolitano Norte -entre enero y febrero de 2012- no podía estimarse «como suficiente para acreditar el cumplimiento del requisito de experiencia en el ámbito de la salud pública exigido».
Su gestión se caracterizó por continuas fiscalizaciones sanitarias a supermercados, locales de comida rápida e incluso al Cementerio General de Antofagasta. A esto se sumaron algunas decisiones que generaron polémica, tales como la prohibición del funcionamiento de la Planta Enaex de Mejillones, el cierre de una serie de locales nocturnos, así como del eco-albergue Canil del municipio de Antofagasta, e incluso una multa a la misma municipalidad por la quema de basura en el vertedero.
Debido a su exposición mediática hubo interés de parte de algunos sectores de Renovación Nacional por llevarla como candidata a alcaldesa. Poco después de su salida del gobierno regional, el 24 de julio de 2012 Rojo confirmó su intención por competir en las elecciones municipales, aunque como independiente. En un primer momento su candidatura fue rechazada por aparecer como militante de RN, pero tras una reclamación al Tricel, donde presentó evidencia para probar que la firma en la ficha de afiliación al partido no era suya, finalmente su candidatura fue aceptada.
En diciembre de 2012 asumió como alcaldesa de Antofagasta tras ganar las elecciones municipales de octubre con un 47,90% de los votos, en calidad de independiente, triunfando sobre la entonces alcaldesa Marcela Hernando (Independiente, cercana a la Concertación).
Para las elecciones municipales de 2016 buscó la reelección nuevamente como independiente, tras desechar participar en una primaria del pacto Chile Vamos. Fue reelegida con alrededor del 28% de los votos.
Pese a ser considerada cercana a la derecha, para las elecciones presidenciales de 2017 Rojo dio su apoyo al candidato de centro-izquierda y senador por Antofagasta Alejandro Guillier, quien resultó derrotado. Aún con lo anterior, a contar de 2018, Rojo comenzó acercamientos con la UDI, llegando a formar parte de la bancada de alcaldes del partido, si bien aclaró que no se había hecho militante. La UDI además comenzó a analizar la posibilidad de apoyarla como candidata al Senado por Antofagasta en las próximas elecciones. Tras quedar ser suspendida de sus funciones como alcaldesa en el marco de su juicio por corrupción, fue reemplazada en el cargo por el concejal Ignacio Pozo, hasta el 19 de noviembre de 2020, cuando Rojo formalmente presentó su renuncia a la alcaldía antes que se venciera el plazo para no quedar inhabilitada para poder presentarse eventualmente como candidata en las elecciones de 2021.

## Fraude al fisco y prófuga de la justicia
El 15 de junio de 2018, Rojo fue formalizada por el delito de fraude al fisco a raíz de la contratación, a través de la Corporación de Desarrollo Social, de la Consultora Main Comunicación Estratégica, entre los años 2015 y 2016, a la cual supuestamente se le habría pagado no por realizar los trabajos oficialmente comunicados, sino más bien por asesorar a la alcaldesa en su campaña por la reelección. Junto a ella también fueron formalizados el director de la consultora José Miguel Izquierdo, el exsecretario de la CMDS, Edgardo Vergara, y el administrador municipal, Héctor Gómez. El 22 de octubre de 2018, la Fiscalía solicitó extender el plazo de la investigación del denominado «Caso Main» por tres meses más, situación que volvería a repetirse en enero y abril de 2019. El 4 de julio de 2019, Rojo fue reformalizada por delito de negociación incompatible por el mismo caso, y el cierre de la investigación nuevamente se pospuso, y una vez más en octubre de 2019. Finalmente, el 12 de junio de 2020, la investigación fue cerrada para poder dar paso al juicio oral, cuya audiencia de preparación se realizó el 13 de julio. Posteriormente quedó notificado que el juicio tendría lugar el 15 de septiembre de 2020. A raíz de esto último -el auto de apertura del juicio oral- el Consejo de Defensa del Estado afirmó que la actual alcaldesa se encuentra suspendida de su cargo.
Un mes después de su renuncia a su cargo como alcaldesa, el 31 de diciembre de 2020, fue condenada por el delito de fraude al fisco, en relación con los servicios que la Corporación Municipal de Desarrollo Social de Antofagasta contrató con la empresa Main. La condena fue informada por el Tribunal Oral en lo Penal de Antofagasta el 18 de enero de 2021, y consiste en una pena de 5 años y un día de presidio efectivo, el pago de una multa de $ 4 344 485 pesos e inhabilitación perpetua para derechos políticos. Su defensa interpuso un recurso de nulidad en contra de la sentencia, el que fue rechazado por la Corte Suprema el 23 de marzo de 2022; al día siguiente se informó que Rojo había huido del país en dirección a Países Bajos en un vuelo de KLM.
En paralelo a la causa penal, cuatro concejales denunciaron a Rojo ante el Tribunal Electoral Regional por notable abandono de deberes e infringir de manera grave las normas de probidad. A mediados de 2020, el organismo la inhabilitó para ejercer cargos públicos durante cinco años. Rojo apeló la decisión, pero el Tribunal Calificador de Elecciones (Tricel) ratificó la resolución en mayo de 2021. Aunque su defensa intentó revertir la sentencia ante el Tribunal Constitucional, el recurso fue declarado inadmisible.
Hasta el 13 de julio de 2022 se encontraba prófuga de la justicia. Pese a haber sido detenida en Países Bajos, no ha cumplido la pena que se le imputó en Chile de pena de cinco años de prisión.

## Historial electoral

### Elecciones municipales de 2012
- Elecciones municipales de 2012 para la alcaldía de Antofagasta[35]

| Candidato                | Pacto                          | Partido | Votos  | %      | Resultado |
| ------------------------ | ------------------------------ | ------- | ------ | ------ | --------- |
| Karen Rojo Venegas       | Independiente (Fuera de Pacto) | Ind.    | 35 110 | 47,90% | Alcaldesa |
| Marcela Hernando Pérez   | Concertación Democrática       | ILF     | 21 340 | 29,11% |           |
| Eslayne Portilla Barraza | Chile está en Otra             | ILD     | 9058   | 12,35% |           |
| Robert Araya Alquinta    | Coalición                      | ILH     | 4147   | 5,65%  |           |
| Carlos López Vega        | Independiente (Fuera de Pacto) | Ind.    | 2684   | 3,66%  |           |
| Guillermo Acuña Chávez   | Más Humanos                    | ILG     | 958    | 1,30%  |           |

### Elecciones municipales de 2016
- Elecciones municipales de 2016 para la alcaldía de Antofagasta[36]

| Candidato             | Pacto                          | Partido | Votos  | %      | Resultado |
| --------------------- | ------------------------------ | ------- | ------ | ------ | --------- |
| Karen Rojo Venegas    | Independiente (Fuera de Pacto) | Ind.    | 18 157 | 28,13% | Alcaldesa |
| Manuel Rojas Molina   | Chile Vamos                    | UDI     | 14 329 | 22,20% |           |
| Daniel Adaro Silva    | Independiente (Fuera de Pacto) | Ind.    | 11 655 | 18,06% |           |
| Ricardo Díaz Cortés   | Cambiemos la Historia          | Ind.    | 7475   | 11.58% |           |
| Andrea Merino Díaz    | Nueva Mayoría                  | PS      | 5725   | 8,87%  |           |
| Jaime Araya Guerrero  | Independiente (Fuera de Pacto) | Ind.    | 5288   | 8,19%  |           |
| Jennifer Mundaca Grez | Poder Ecologista y Ciudadano   | Ind.    | 1442   | 2,22%  |           |
| Jorge Pérez Jelves    | Pueblo Unido                   | Ind.    | 468    | 0,73%  |           |